# Paradiskriget
Paradiskriget (originaltitel: The Paradise War) är en roman inom genren historisk fiktion, skriven av den amerikanske författaren Stephen R. Lawhead. Boken utkom på originalspråket engelska 1991 och i svensk översättning 2001. Det är den första boken i Albiontrilogin.

## Handling
Huvudpersonen Lewis och hans vän Simon, båda studenter vid Oxfords universitet, läser en morgon om en förmodad uroxe som hittats utanför en gård i Skottland. De ger sig av norrut för att undersöka saken närmare, men upptäcker väl på plats att djuret är spårlöst försvunnet. Istället för att ge upp och bege sig hemåt igen bestämmer de sig för att titta närmare på ett mystiskt kummel de sett i omgivningarna. Helt ovetande om kumlets natur tycks Simon slukas av det och Lewis lämnas skräckslagen och förvirrad utan en aning om vad som just skett. Han tar sig tillbaka till Oxford och genomlider veckor av molande ovisshet, innan han stöter på den excentriske professor Nettleton som förklarar att Simons försvinnande är en av flera onaturliga händelser den senaste tiden. Tillsammans återvänder de till kumlet i Skottland och den här gången förflyktigas också Lewis.
Bokens protagonist inser snart att han hamnat i en parallell rymd, Andra världen (eller Albion), en plats helt inspirerad av keltisk mytologi. Han räddas tidigt undan en våldsam strid av Simon, som redan hunnit bli en framstående krigare, och hjälps in i kung Meldryns hov. Lewis döps om till Llew och skickas till krigarskolan på ön Ynys Sci, där han tränas till att bli en stark krigskämpe och välanpassad medborgare i Albion. Senare följer Llew med barden Tegid till en gorsedd, där den stora ondskan, kallad Cythrawl, bryter sig fri och orsakar stor förödelse. På bekostnad av överbarden Ollathirs liv lyckas dock Cythrawl besegras, men hämnas genom att kalla fram Furst Nudd, en kungason från svunna tider som ämnar förgöra hela Albions folk. Llew tar sig då an uppdraget att återfinna Albions Sång, det enda som kan tränga tillbaka Furst Nudd och all dess ondska. Tillsammans med kung Meldryn, barden Tegid och de som överlevt Furstens besinningslösa framfart beger han sig mot fästningen Findargad i norr, under vilken Sången sägs vara begravd. Det visar sig dock längs vägen att en spricka uppstått mellan kungen och hans son, prins Meldron, som av Simon (eller Siawn Hy) manipuleras till att göra anspråk på tronen genom successionsrätt istället för att traditionsenligt låta klanens överbard utse tronföljare. Väl framme lyckas Llew och Tegid finna Albions Sång och med hjälp av denna, om än bara tillfälligt, slå tillbaka Furst Nudds anfall mot fästningen. Llew hyllas som en hjälte och hinner precis utses till kungens nya förkämpe innan hans föregångare, Paladyr, sviker sin regent och mördar honom kallblodigt. Prins Meldron, med den nu ondsinte Siawn Hy som närmste man, tar orättmätigt över ledarskapet och håller klanen i ett järngrepp medan han för folket tillbaka till sina hemtrakter. Längs vägen passerar de ett kummel likt det som förde Simon och Lewis till Albion, och boken slutar med ett misslyckat försök av Llew att tvinga tillbaka sin fördärvade vän till den verkliga världen igen.
| Föregående bok: --- | Paradiskriget | Nästa bok: Silverhanden |